# Rayos actínicos
En español, actínico significa «relativo al actinismo», y actinismo es, según la definición de la Real Academia: «1. m. Acción química de las radiaciones electromagnéticas, en especial las solares».

## Descripción
Por extensión, los rayos actínicos son aquellos que provienen de la luz solar y tienen efectos específicos sobre la materia, con este nombre (rayos actínicos), se conoce a la franja del espectro solar que corresponde al azul, violeta y ultravioleta, y que Niels Ryberg Finsen «descubrió» a partir de los hallazgos de Emile Duclaux (1840-1904) sobre la capacidad destructora de los rayos ultravioleta aplicados a colonias de bacterias. 
En un principio, Finsen se dedicó a estudiar si esa capacidad (destructora del espectro ultravioleta) era real en los tejidos vivos y comprobó que la luz, después de concentrarla, ejercía también un efecto benéfico en los pacientes. Comprobó que con la luz del Sol o con la que se obtenía mediante la concentración de luces eléctricas, podía eliminar tanto a las bacterias en cultivo como a las que se desarrollaban sobre la piel. A partir de sus experimentos, estableció que este efecto «curativo» se debía a las propiedades de la luz, y no a sus efectos térmicos. A partir de este hallazgo, ideó una lámpara eléctrica de arco voltaico, conocida como «luz de Finsen» o «lámpara de Finsen», para el tratamiento de varias afecciones cutáneas.
La luz de Finsen se obtiene al hacer pasar la luz solar o la que se obtiene por un arco voltaico a través de una solución amoniacal de sulfato de cobre que absorbe los rayos amarillos, rojos e infrarrojos del espectro. Esta consta de rayos violetas y ultravioletas.
Aplicación de rayos concentrados con la luz de Finsen artificial.